# Centroclisis indica
Centroclisis indica är en insektsart som först beskrevs av Banks 1911.  Centroclisis indica ingår i släktet Centroclisis och familjen myrlejonsländor. Inga underarter finns listade i Catalogue of Life.